# Stade Al Djigo
Het Stade Al Djigo is een multifunctioneel stadion in Dakar, Senegal. Het stadion wordt vooral gebruikt voor voetbalwedstrijden, de voetbalclub AS Pikine maakt gebruik van dit stadion. In het stadion kunnen 4000 toeschouwers. 